# Plectris farinosa
Plectris farinosa är en skalbaggsart som beskrevs av Hermann Burmeister 1855. Plectris farinosa ingår i släktet Plectris och familjen Melolonthidae. Inga underarter finns listade i Catalogue of Life.